# Julienne Cuquemelle
Julienne Cuquemelle, née à Rennes le 4 ou le 5 février 1666 et décédée à Châtelaudren le 15 juillet 1733, est une poétesse bretonne.

## Biographie
Peu d’aspects de la vie de Julienne Cuquemelle sont connus. 
Elle est baptisée le 5 février 1666 dans la paroisse Saint-Germain de Rennes, ce qui implique une naissance, la veille ou le jour même. Son père est Nicolas Cuquemelle. 
On atteste ensuite son existence en 1687 à Châtelaudren où elle est maîtresse d’école, et y enseigne jusqu’à la fin de sa vie,. Elle y signe des actes de mariages et de baptêmes de 1704 à 1732, ce qui montre son implication dans la paroisse et la communauté locale. 
Elle décède à Châtelaudren le 15 juillet 1733,. Elle est inhumée dans l’Église de Saint-Magloire près de laquelle elle a longtemps habité.

## Style
Connue comme très pieuse et compétente dans la connaissance des écritures saintes et de la morale religieuse, son œuvre est essentiellement religieuse et se compose de deux recueils de cantiques. Elle est surtout louée pour son amour de Dieu et de la Vierge Marie et la simplicité avec laquelle elle l’exprime. Elle a « le charme mystérieux de ces sentiers de campagne qui semblent n'aller nulle part ».

## Œuvres
- Cantiques nouveaux sur les principaux mistères de notre religion, et sur tout ce qui concerne la très auguste Mère de Dieu, et sur plusieurs autres sujets... (1713)[5].
- Cantiques nouveaux sur les principaux mystères de nostre religion, et sur tout ce qui concerne la Très Auguste Mère de Dieu, et plusieurs autres sujets… (1725) (Réédition du précédent avec augmentation)[5].
- Cantiques nouveaux sur les principaux mystères de nostre religion (1738)[5].

#### Ouvrages modernes
- François Le Guennec, Le Livre des femmes de lettres oubliées, Mon Petit Éditeur, 28 mars 2013 (ISBN 978-2-342-00467-0, lire en ligne).
- Jean-Marie Goater, Gaëlle Pairel, Geneviève Roy et Claude Thomas, Femmes de lettres en Bretagne, Éditions Goater, 2021 (ISBN 979-10-97465-02-5), p. 48-49.

#### Ouvrages anciens
- Daniel-Louis Miorcec de Kerdanet, Notices chronologiques sur les théologiens, jurisconsultes, philosophes, artistes, littérateurs, poètes, bardes, troubadours et historiens de la Bretagne, depuis le commencement de l'ère chrétienne jusqu'à nos jours: avec deux tables : la première présentant, dans l'ordre alphabétique, tous les personnages dont il est fait mention dans ces notices ; la seconde les rapportant aux villes et lieux auxquels ils appartiennent, de l'imprimerie de G.-M.-F. Michel, imprimeur du roi, et libraire, 1818 (lire en ligne).
- P. Levot, Biographie bretonne: recueil de notices sur tous les Bretons qui se sont fait un nom, Cauderan, 1852 (lire en ligne).
- M. Trévédy (Ancien Président du tribunal de Quimper), « Julienne Cuquemelle », Comptes-rendus et mémoires, vol. 29,‎ 1891, p. 305-335 (lire en ligne). .